# John Lee Carroll
Pour les autres membres de la famille, voir Famille O'Carroll.
John Lee Carroll (30 septembre 1830, Baltimore - 27 février 1911, Washington) est un homme politique américain.

## Biographie
Il est président du Sénat du Maryland en 1874, puis gouverneur du Maryland de 1876 à 1880.

## Sources
- (en) Cet article est partiellement ou en totalité issu de l’article de Wikipédia en anglais intitulé « John Lee Carroll » (voir la liste des auteurs).